# Крастали
Крастали или Кращали (на гръцки: Κορώνα, Корона, до 1926 година Κράσταλη, Крастали) е село в Гърция, дем Пеония, област Централна Македония.

## География
Селото е разположено северно от град Ругуновец (Поликастро), на самата границата със Северна Македония, в южното подножие на Дъб.

## История
В началото на XX век Крастали е турско село в Гевгелийска каза на Османската империя. След Междусъюзническата война в 1913 година селото остава в Гърция. Боривое Милоевич пише в 1921 година („Южна Македония“), че Кращали (Краштали) има 80 къщи турци. Населението му се изселва в Турция и на негово място са настанени гърци бежанци. В 1928 година селото е изцяло бежанско с 32 семейства и 91 жители бежанци.
Преброявания
- 2001 година - 70 души
- 2011 година - 44 души